# C30H33NO
化学式C30H33NO（摩尔质量：423.6 g/mol）可以指：
- JWH-371，CAS号：914458-37-0
- JWH-373，CAS号：914458-37-0

|  | 这个同类索引页列出了具有相同分子式的化学物（即同分異構體）条目。 除非您是有意链接至本页，否则应将相应条目的内部链接指向正确的条目。 |